# Vladímirovka (Mesjetia-Yavajetia)
Vladímirovka (en georgiano: ვლადიმიროვკა; en armenio: Վլադիմիրովկա; en ruso: Владимировка) es una aldea de Georgia ubicada en el sureste de la región de Mesjetia-Yavajetia, siendo parte del municipio de Ninotsminda.  

## Geografía
Vladímirovka se encuentra a orillas del lago Paravani, a 35 km de Ninotsminda. La aldea se administra desde el pueblo de Poka.

## Demografía
La evolución demográfica de Vladímirovka entre 2002 y 2014 fue la siguiente:
| 174                                             | 137 |
| (Fuente: Population of Georgia in Soviet times) |     |

Según los datos del censo de 2014, los armenios son el 97,8 % de la población local; y los ucranianos, el 1,5 %.